# Вознесенське (Золотоніський район)
Возне́сенське — село в Україні, у Золотоніському районі Черкаської області, центр Вознесенської сільської громади. Населення — 2338 осіб.
Село розташоване на річці Сухий Згар за 16 км від районного центру — міста Золотоноша та за 1 км від залізничної станції Пальміра.

## Історія
Поблизу села виявлено кургани доби бронзи

Наприкінці XVII століття на місці нинішнього села була вільна слобода. У 30-х роках XVIII століття її віддано у володіння черкаському генералу поміщику Федору фон Штофельну. У «Генеральному слідстві Переяславського полку» 1729–1730 років записано: 
|  | Слобідкою над річкою Згар'ю, 15 дворів, володіє іноземний генерал-квартирмейстер Штофельн по купчій. |

 За прізвищем цього поміщика (в народній переробці) село назвали Штомпелівкою. Така назва збереглася до середини XIX століття. Потім Штомпелівка перейшла до графів Капністів.
У 1778 році в селі було 15 дворів і 78 мешканців. У 1820 році почала діяти новозбудована Вознесенська церква і село було перейменовано на Вознесенське.
Перед реформою 1861 року село було поділено на дві частини. Однією володів Капніст, іншою — поміщик Михайло Андрійович Білуха–Кохановський (1809–1891). Граф Капніст мав парк, де стояв гарний, схожий на замок, двоповерховий будинок з 42 кімнатами, що мав дві високі вежі, балкони з колонами й статуями. У ньому знаходилася велика бібліотека, яка в 1917 році була частково розібрана, а частково спалена разом з палацом. Схилами гори росли дуби. Парк і сад було знищено після 1917 року, а вікові дуби комунари зрізали на дрова для парових установок.
Після реформи 1861 року селяни одержали невеликі земельні наділи (3 десятини на двір). У пошуках кращої долі селяни двічі масово переселялися із села до Сибіру.
У 1905 році тут відбулося повстання селян-малоземельників, очолюване Травуцьким та Заярним. Бунт придушили, а ватажків заслали до Сибіру.
У 1913 році в селі налічувалося 1590 осіб.
Після Жовтневого перевороту 1917 року Вознесенське перейменовано в Луначарське. Ця назва проіснувала два роки. Протягом 1918 року село перебувало під владою Української Держави та Директорії УНР.
Із встановленням радянської окупації першим головою сільради був Тимофій Калашник. Село як центр волості об'єднувало 20 сіл, головою волосного комітету був обраний Трохим Степанчук.
У 1929—1930 роках в село прийшла насильницька колективізація; на території села було створено п'ять колгоспів.
З 1941 по 1943 рік — період нацистської окупації села. На фронт пішло 778 селян, 323 із них загинули. 22 вересня 1943 року село було відвойоване воїнами 9 бригади 3-го Сталінградського механізованого корпусу. Під час бою загинуло 58 бійців.
У 1958 році в селі утворено РТС. Діяв колгосп «Червоний прапор», за яким було закріплено 3,1 тисяч га сільськогосподарських угідь, у тому числі 2,8 тисяч га орної землі. Господарство спеціалізувалось на відгодівлі молодняка великої рогатої худоби.
У 1965 році село електрифіковано, збудовано хлібопекарню, яка за добу випікала 3-4 тонни хліба, яким забезпечувала вісім навколишніх сіл. У 1973 році її було закрито. Нині там один з найбільших цехів РТП. У 1965 році збудовано цукровий завод. Під його будівництво пішло 65 га землі. У 1970 році відкрито сільський клуб.

## Сучасність
На сьогодні в селі дві середні школи, де навчається близько 400 учнів, два будинки культури, будинок пристарілих, два дитячі садки, дві бібліотеки, фельдшерсько-акушерський пункт, дільнична лікарня.
Діють сільськогосподарські підприємства: СТОВ «Пальміра», СТОВ «Пальміра-відгодівля», Золотоніська сортовипробувальна станція та два фермерські господарства. Працюють ВАТ «Пальмірацукор», ВАТ «Пальмірське ремонтно-транспортне підприємство», Пальмірський цегельний завод, Пальмірська хлібоприймальна дільниця, паливний склад ТОВ «Черкаська енергетична компанія», СП «Нібулон» та ряд інших. Функціонує залізнична станція «Пальміра».

## Відомі люди
- Білиловський Кесар Олександрович — письменник, громадсько-культурний діяч, лікар.
- Сафронова Валентина Борисівна — депутат Верховної Ради УРСР 10-11-го скликань.
- Хабло Олексій Вікторович (1994—2023) — солдат збройних сил України, учасник російсько-української війни.
- Хорошковський В'ячеслав Дмитрович — старшина міліції МВС України, загинув у боях за Дебальцеве.

## Галерея

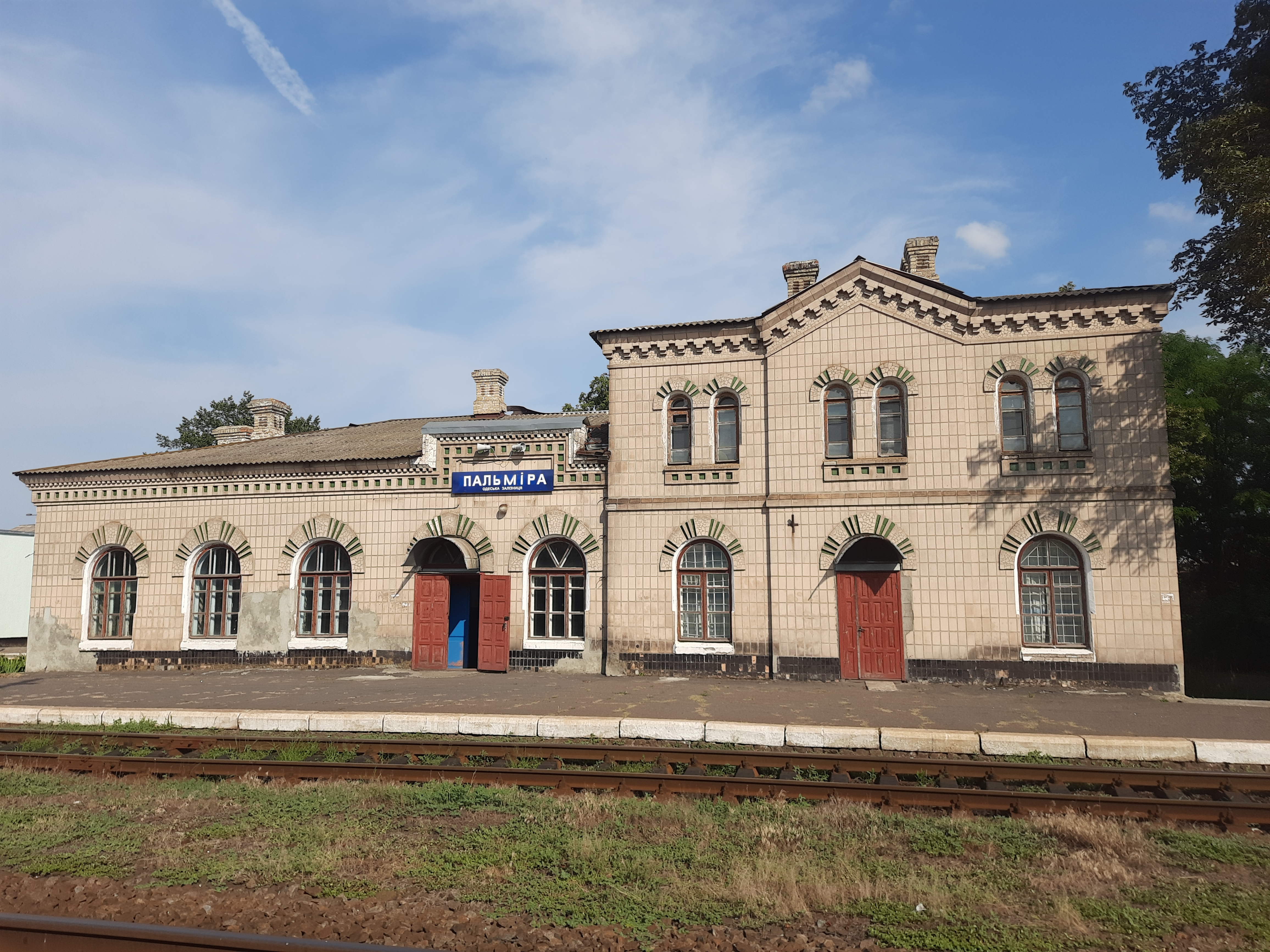
Станція "Пальміра"
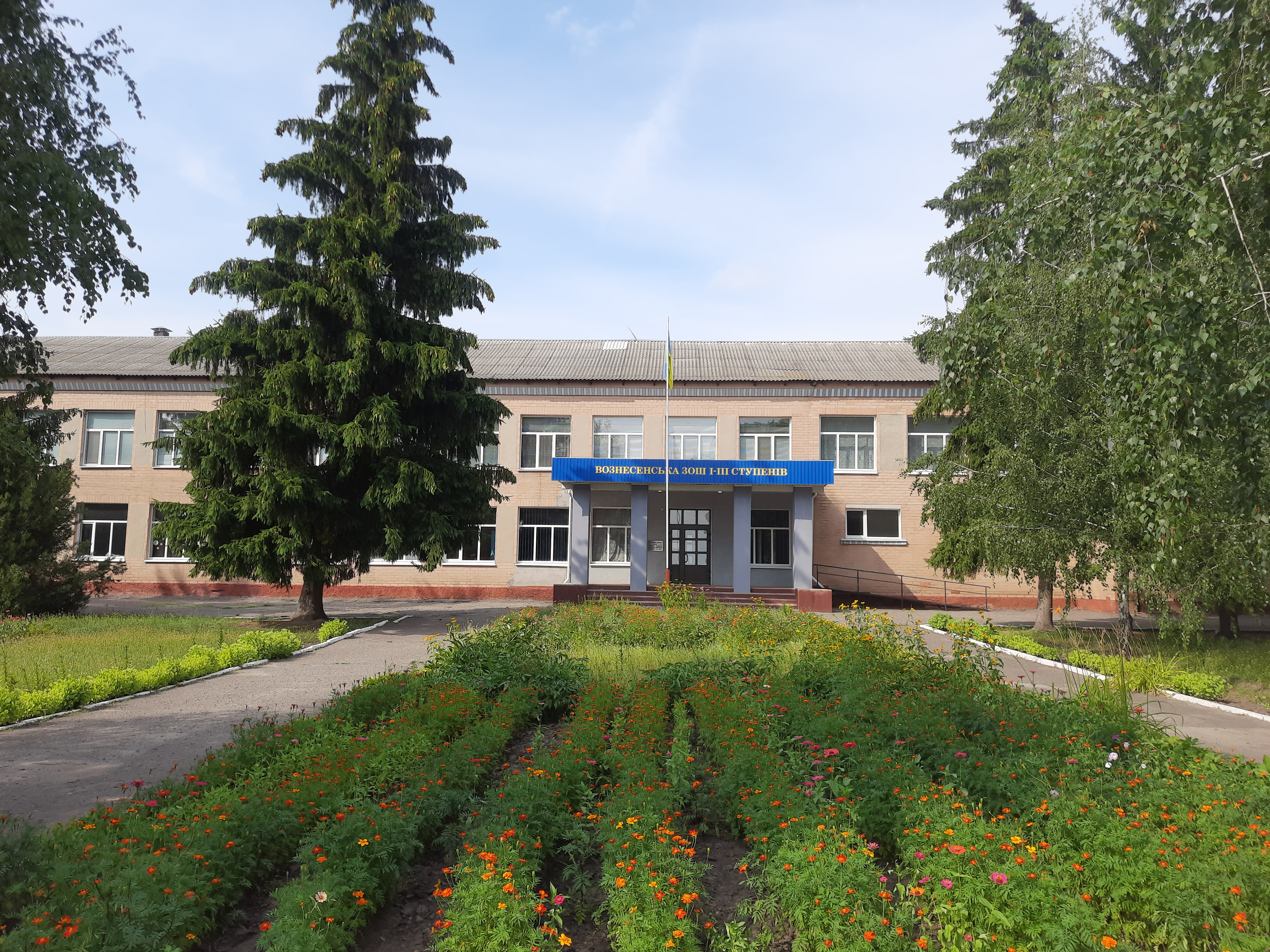
Школа
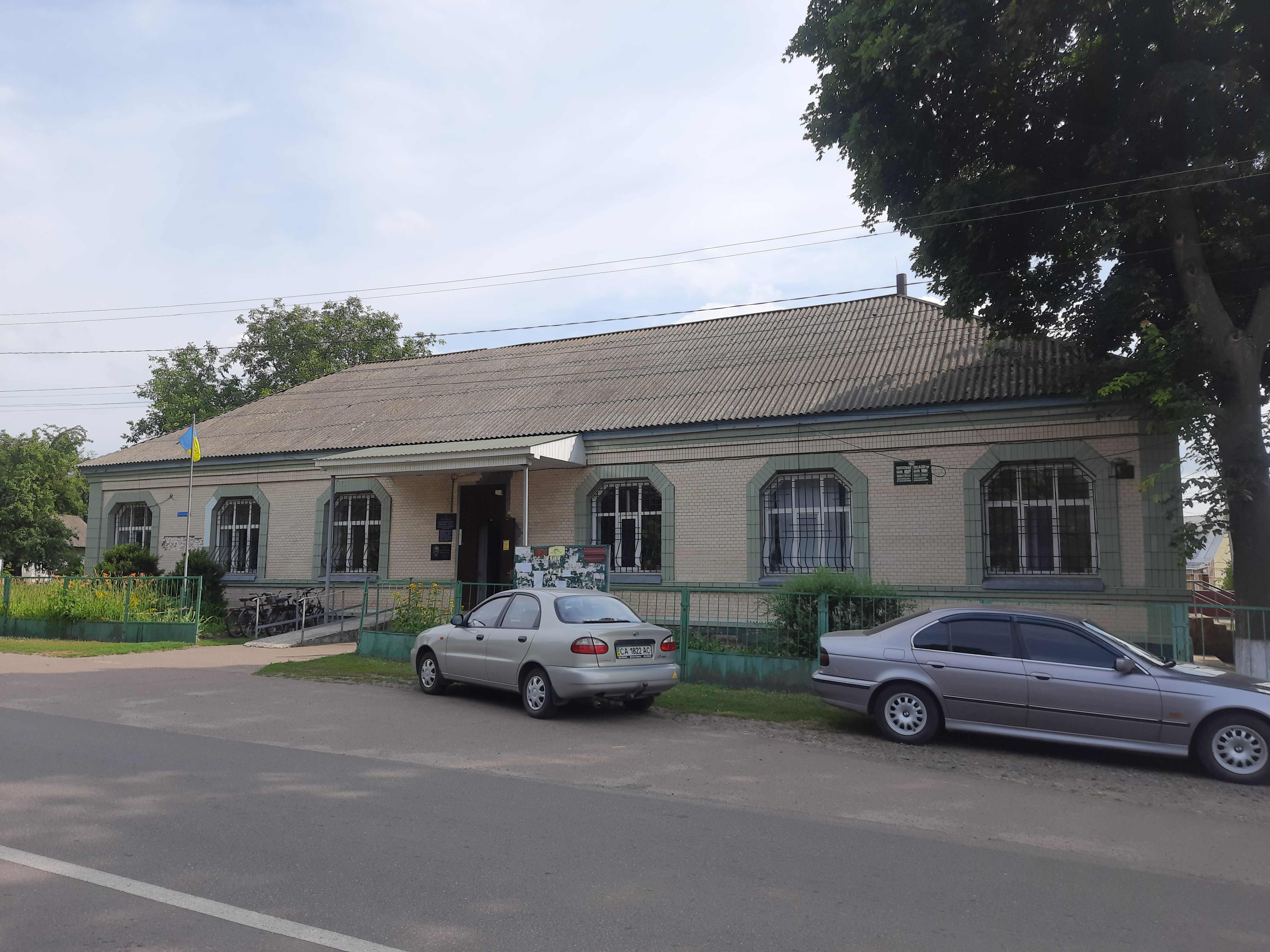
Колишня земська школа
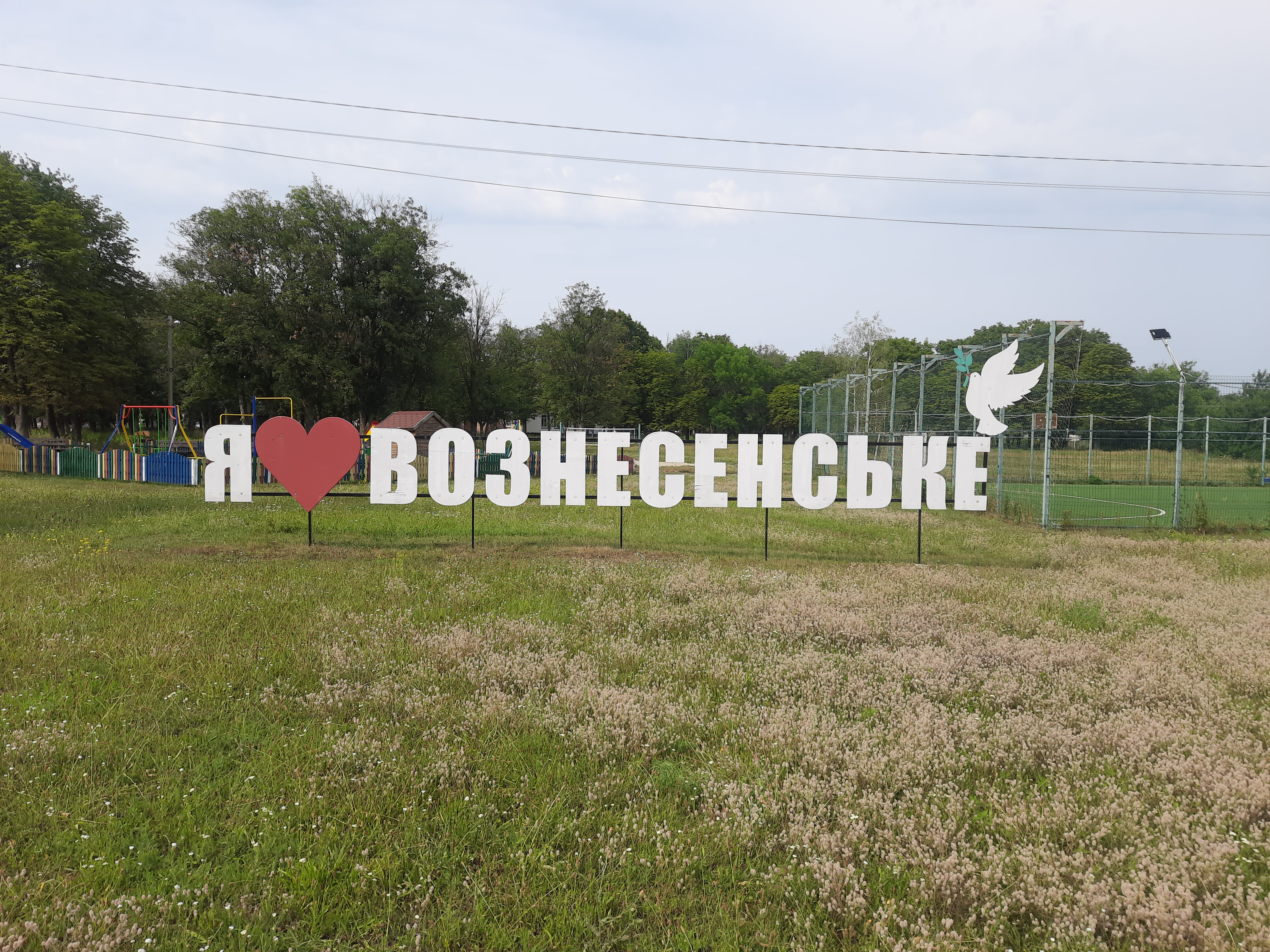
В центрі села